# 秦大夔
秦大夔（1553年—1621年），字舜卿，號春暉，山東東昌府臨清州軍籍直隸蘇州府吳縣人，明朝政治人物。

## 生平
萬曆七年（1579年）己卯科山東鄉試第五名，萬曆八年（1580年）庚辰科會試第二百九十三名，登三甲第二十一名進士。都察院觀政，本年授宁波府推官，十四年选授山西道监察御史，十七年河東巡鹽，十九年巡按江西，二十年八月升河南按察司副使，丁憂歸。二十六年补任陕西副使，二十八年丁祖母忧。服阕，三十七年十月復除山西副使，三十八年五月升陕西参政，四十一年遷四川按察使，四十三年六月升陕西兵粮道右布政使。天啓元年卒，享年六十九。

## 家族
曾祖秦夢和；祖父秦富；父秦相。母王氏；生母宋氏。